# Yukifumi Murakami
Yukifumi Murakami (Japans: 村上 幸史, Murakami Yukifumi) (Ikina (Prefectuur Ehime), 23 december 1979) is een Japanse atleet, die gespecialiseerd is in het speerwerpen. Hij nam driemaal deel aan de Olympische Spelen, zonder bij deze gelegenheden een finaleplaats te bemachtigen.

## Loopbaan
Zijn grootste succes beleefde Murakami bij de wereldkampioenschappen van 2009 in Berlijn, waar hij in de kwalificaties zijn persoonlijke record verbeterde tot 83,10 m. In de finale werd hij met een worp van 82,97 derde achter de Noor Andreas Thorkildsen (goud; 89,59 m) en de Cubaan Guillermo Martínez (zilver; 86,41 m).
Verder werd Murakami in 2011 kampioen bij de Aziatische Spelen van 2010, nadat hij bij de twee vorige afleveringen in 2002 en 2006 een zilveren medaille had gewonnen. Bovendien veroverde hij in 2009 en 2011 de titel bij de Aziatische kampioenschappen.

## Titels
- Aziatische Spelen kampioen speerwerpen - 2010
- Aziatisch kampioen speerwerpen - 2009, 2011
- Japans kampioen speerwerpen - 2000, 2001, 2002, 2003, 2004, 2005, 2006, 2007, 2008, 2009, 2010, 2011

## Persoonlijke records
| Onderdeel    | Prestatie | Datum             | Plaats    |
| ------------ | --------- | ----------------- | --------- |
| Speerwerpen  | 85,96 m   | 29 april 2013     | Hiroshima |
| Discuswerpen | 50,21 m   | 27 september 2003 | Okayama   |

## Prestaties
| Jaar | Wedstrijd         | Plaats  | Resultaat    | Onderdeel   | Prestatie |
| ---- | ----------------- | ------- | ------------ | ----------- | --------- |
| 1998 | WJK               | Annecy  | 3e           | speerwerpen | 70,72 m   |
| 2002 | Aziatische Spelen | Busan   | 2e           | speerwerpen | 78,77 m   |
| 2003 | Aziatische kamp.  | Manilla | 2e           | speerwerpen | 77,04 m   |
| 2004 | OS                | Athene  | 9e in kwal.  | speerwerpen | 78,59 m   |
| 2006 | Aziatische Spelen | Doha    | 2e           | speerwerpen | 78,15 m   |
| 2008 | OS                | Peking  | 8e in kwal.  | speerwerpen | 78,21 m   |
| 2009 | WK                | Berlijn | 3e           | speerwerpen | 82,97 m   |
| 2009 | Aziatische kamp.  | Kanton  | 1e           | speerwerpen | 81,50 m   |
| 2010 | Aziatische Spelen | Kanton  | 1e           | speerwerpen | 83,15 m   |
| 2011 | Aziatische kamp.  | Kobe    | 1e           | speerwerpen | 83,27 m   |
| 2011 | WK                | Daegu   | 14e in kwal. | speerwerpen | 80,19 m   |
| 2012 | OS                | Londen  | 24e in kwal. | speerwerpen | 77,80 m   |